# Igor Janowski
Igor Siergiejewicz Janowski (ros. Игорь Сергеевич Яновский, ur. 3 sierpnia 1974 w Ordżonikidze), piłkarz rosyjski grający na pozycji środkowego obrońcy lub defensywnego pomocnika.

## Kariera klubowa
Janowski urodził się w mieście Ordżonikidze, obecnie zwanym Władykaukaz. Tam też rozpoczął swoją karierę w klubie Awtodor Władykaukaz. W 1992 roku zadebiutował w barwach tego klubu w rosyjskiej Drugiej Dywizji. Grał tam w podstawowym składzie i już rok później przeniósł się do lokalnego rywala i ówczesnego wicemistrza Rosji, Spartaka Władykaukaz. W Spartaku zadebiutował w Premier Lidze i od czasu transferu do tego klubu był podstawowym zawodnikiem. Jesienią 1993 zadebiutował w europejskich pucharach, w dwumeczu Pucharu UEFA z Borussią Dortmund (0:0, 0:1). Z kolei w 1995 roku osiągnął ze Spartakiem-Ałaniją największy sukces w historii klubu - wywalczył mistrzostwo Rosji. Wystąpił w eliminacjach do Ligi Mistrzów z Rangers F.C. (1:3, 2:7), a w 1996 roku został wicemistrzem kraju. W Ałaniji grał do połowy 1998 roku.
Latem 1998 roku Janowski przeszedł do francuskiego Paris Saint-Germain. W rozgrywkach Ligue 1 zadebiutował 22 sierpnia w wygranym 1:0 wyjazdowym spotkaniu z RC Strasbourg. W sezonie 1998/1999 był podstawowym zawodnikiem PSG i wystąpił w 31 spotkaniach. Jednak w kolejnych dwóch grał w coraz to mniejszej liczbie spotkań. W 2000 roku przegrał z PSG finał Pucharu Ligi Francuskiej z FC Gueugnon (0:2). Łącznie do sezonu 2000/2001 rozegrał we francuskiej lidze 68 meczów, w których zdobył 2 gole.
W 2001 roku Janowski wrócił do Rosji i przeszedł do drużyny CSKA Moskwa. Do końca 2003 roku miał pewne miejsce w składzie CSKA. W 2002 roku zdobył z CSKA Puchar Rosji, a w 2003 został z nim mistrzem kraju. W 2004 roku wrócił do Ałanii, ale spędził w niej tylko jeden sezon. W 2005 roku ponownie wyjechał do Francji by grać w drugoligowym LB Châteauroux. 27 lipca 2006 oficjalnie ogłosił zakończenie piłkarskiej kariery.
| Sezon   | Klub                        | Kraj    | Rozgrywki     | Mecze | Bramki |
| ------- | --------------------------- | ------- | ------------- | ----- | ------ |
| 1992    | Awtodor Władykaukaz         | Rosja   | Druga Dywizja | 34    | 9      |
| 1993    | Spartak Władykaukaz         | Rosja   | Premier Liga  | 33    | 4      |
| 1994    | Spartak Władykaukaz         | Rosja   | Premier Liga  | 26    | 3      |
| 1995    | Spartak-Ałanija Władykaukaz | Rosja   | Premier Liga  | 29    | 2      |
| 1996    | Ałanija Władykaukaz         | Rosja   | Premier Liga  | 34    | 5      |
| 1997    | Ałanija Władykaukaz         | Rosja   | Premier Liga  | 33    | 13     |
| 1998    | Ałanija Władykaukaz         | Rosja   | Premier Liga  | 16    | 8      |
| 1998/99 | Paris Saint-Germain         | Francja | Ligue 1       | 31    | 0      |
| 1999/00 | Paris Saint-Germain         | Francja | Ligue 1       | 31    | 0      |
| 1999/00 | Paris Saint-Germain         | Francja | Ligue 1       | 23    | 2      |
| 2000/01 | Paris Saint-Germain         | Francja | Ligue 1       | 14    | 0      |
| 2001    | CSKA Moskwa                 | Rosja   | Premier Liga  | 14    | 1      |
| 2002    | CSKA Moskwa                 | Rosja   | Premier Liga  | 34    | 5      |
| 2003    | CSKA Moskwa                 | Rosja   | Premier Liga  | 32    | 5      |
| 2004    | Ałanija Władykaukaz         | Rosja   | Premier Liga  | 29    | 1      |
| 2005/06 | LB Châteauroux              | Francja | Ligue 2       | 14    | 0      |

## Kariera reprezentacyjna
W reprezentacji Rosji Janowski zadebiutował 29 maja 1996 roku w wygranym 1:0 towarzyskim spotkaniu ze Zjednoczonymi Emiratami Arabskimi. W tym samym roku został powołany przez selekcjonera Olega Romancewa do kadry na Mistrzostwa Europy w Anglii. Tam był rezerwowym zawodnikiem i nie wystąpił w żadnym spotkaniu, a karierę reprezentacyjną zakończył w 2003 roku. Jego ostatnim meczem w kadrze była potyczka ze Szwajcarią (2:2). Ogółem w kadrze narodowej Igor rozegrał 32 mecze i zdobył jedną bramkę.